# Прунару (Мехединци)
Прунару (рум. Prunaru) насеље је у Румунији у округу Мехединци у општини Прунишор. Oпштина се налази на надморској висини од 296 m.

## Становништво
Према подацима из 2002. године у насељу је живело 113 становника, од којих су сви румунске националности.